# Бадягин, Александр Алексеевич
Александр Алексеевич Бадягин (1925—1990) — советский учёный в области самолётостроения, лауреат Государственной премии СССР (1986).

## Биография
Родился в 1925 году.
Окончил МАИ и работал там же на кафедре, которая называлась «Конструкция и проектирование самолётов», затем «Конструкция летательных аппаратов».
Доктор технических наук, профессор.

## Сочинения
- Бадягин А. А., Мухамедов Ф. А. Проектирование легких самолётов [Текст]. — Москва : Машиностроение, 1978. — 207 с. : ил.; 22 см.
- Проектирование пассажирских самолётов с учётом экономики эксплуатации [Текст]. — Москва : Машиностроение, 1964. — 295 с. : ил.; 22 см.
- Современные транспортные самолёты [Текст] / Канд. техн. наук А. А. Бадягин. — Москва : Знание, 1961. — 39 с. : ил.; 22 см.
- Проектирование самолётов [Текст] : [Учебник для вузов специальности «Самолетостроение»] / А. А. Бадягин, С. М. Егер, В. Ф. Мишин и др. — 2-е изд., перераб. и доп. — Москва : Машиностроение, 1972. — 515 с. : ил.; 27 см.
- Бадягин А. А. Проектирование самолётов. Логос, 2005. — 613 с.

## Награды
Лауреат Государственной премии СССР 1986 года в составе коллектива авторов учебника:
- Егер С. М., Мишин В. Ф., Лисейцев Н. К., Бадягин А. А., Ротин В. Е., Склянский Ф. И., Кондрашов Н. А., Киселёв В. А., Фомин Н. А. Проектирование самолётов. Учебник для студентов авиационных специальностей высших технических учебных заведений. Изд. 3-е, перераб. и доп. Под ред. д.т.н проф. С. М. Егера. М.: Машиностроение, 1983.